# Pericoma pseudoalbipes
Pericoma pseudoalbipes är en tvåvingeart som beskrevs av Satchell 1953. Pericoma pseudoalbipes ingår i släktet Pericoma och familjen fjärilsmyggor. Inga underarter finns listade i Catalogue of Life.